# Isothrix sinnamariensis
Isothrix sinnamariensis (сіннамарський щетинець) — вид гризунів родини щетинцевих, який спочатку був відомий по двом зразкам із правого берега річки Сіннамари, Гвіана. пізніше вид був знайдений у Гаяні. Може бути, що живе також у Бразилії та в Суринамі. Мешкає у тропічному лісі.